# Арбас
Арба́с (фр. Arbas, окс. Arbast) — коммуна во Франции, находится в регионе Юг — Пиренеи. Департамент — Верхняя Гаронна. Входит в состав кантона Аспе. Округ коммуны — Сен-Годенс.
Код INSEE коммуны — 31011.

## География
Коммуна расположена приблизительно в 660 км к югу от Парижа, в 85 км к юго-западу от Тулузы.
По территории коммуны протекает небольшая река Арбас (англ. Arbas). Около половины территории коммуны занимают леса.

## Климат
Климат умеренно-океанический. Зима мягкая и снежная, весна характеризуется сильными дождями и грозами, лето сухое и жаркое, осень солнечная. Преобладают сильные юго-восточные и северо-западные ветры.

## Население
Население коммуны на 2010 год составляло 241 человек.
| 1962 | 1968 | 1975 | 1982 | 1990 | 1999 | 2010 |
| ---- | ---- | ---- | ---- | ---- | ---- | ---- |
| 254  | 213  | 166  | 180  | 158  | 186  | 241  |

## Экономика
В 2010 году среди 136 человек трудоспособного возраста (15—64 лет) 94 были экономически активными, 42 — неактивными (показатель активности — 69,1 %, в 1999 году было 73,2 %). Из 94 активных жителей работали 81 человек (50 мужчин и 31 женщина), безработных было 13 (8 мужчин и 5 женщин). Среди 42 неактивных 8 человек были учениками или студентами, 24 — пенсионерами, 10 были неактивными по другим причинам.